# Enclavament

Enclavament idealitzat. C és un enclavament del B dins del territori d'A.

En geografia política, un enclavament és una part d'un territori que està completament envoltat per un altre territori de la mateixa categoria. Així doncs, és un territori administratiu que està envoltat o enclavat dintre d'un altre, que bé pot ser un districte, un municipi, una província, una comunitat autònoma, un estat, etc. Per exemple:
- El municipi català de Llívia pertany administrativament a Espanya i està enclavat a França.
- El Racó d'Ademús pertany al País Valencià i està enclavat entre l'Aragó i Castella-la Manxa.

- El municipi de Petilla de Aragón pertany a la Comunitat Foral de Navarra i es troba envoltat per la Comunitat Autònoma d'Aragó.

També per extensió un enclavament és un territori caracteritzat per un grup ètnic, polític o religiós que està envoltat o enclavat dintre d'altres grups més extensos i de característiques diferents als primers (per exemple, el Barri xinès de San Francisco o la ciutat catalanoparlant de l'Alguer, a Sardenya).

## Països que són enclavaments
Certs països sobirans s'anomenen enclavats quan estan completament envoltats per un altre. Existeixen tres països d'aquest gènere: 
- La república de San Marino, enclavat a Itàlia.
- La Ciutat del Vaticà, envoltada per la ciutat de Roma, Itàlia.
- El Regne de Lesotho, dintre de Sud-àfrica.

En el passat existien molts països d'aquest tipus a Europa, per exemple el principat de Salm.

## Països costaners
Certs països estan completament envoltats per un altre, llevat d'una petita secció costanera que els permet tenir accés a aigües internacionals. Aquest accés se sembla per altra banda més a un corredor: 
- El més típic dels països d'aquest tipus és Gàmbia, a la qual només una franja litoral de 50 km li impedeix estar totalment enclavada a Senegal.
- El Soldanat de Brunei, dintre de Malàisia.
- El Principat de Mònaco, al sud de França.

Encara que el Canadà o Portugal, per exemple, estiguin vorejats només per un altre país, generalment es considera que tenen prou accés a les aigües internacionals com per a no trobar-se en aquesta categoria.

## Fragments
Certs territoris són fragments enclavats dins d'un altre territori. Se'ls considera fragments separats més que enclavaments veritables: 
- Les ciutats espanyoles de Ceuta i Melilla en la costa nord d'Àfrica.
- La vila catalana de Llívia (comarca de la Cerdanya, a Catalunya), en la frontera amb França.
- L'enclavament de Treviño a Euskadi
- La colònia anglesa de Gibraltar, en la costa meridional d'Espanya.
- Oecussi-Ambeno, un fragment de Timor Oriental, dintre de l'illa indonèsia de Timor.
- Cabinda, un territori que pertany a Angola envoltat per la Zaire i la República del Congo.
- El territori rus de Kaliningrad, entre Polònia i Lituània, que, abans de la Segona Guerra Mundial era la ciutat alemanya de Königsberg, la capital de Prússia Oriental, un exclavament alemany.
- El territori de Nakhtxivan, pres per Azerbaidjan i envoltat per Armènia, Turquia i l'Iran.
- El municipi alemany de Büsingen am Hochrhein, envoltat de territori suís

Nombrosos països posseeixen de fet fragments solts que no poden ser arribats a peu sense trepitjar altre país. Alaska, separada dels Estats Units d'Amèrica, és un exemple extrem però, almenys hi ha altres dos fragments dels EUA als quals no es pot arribar fins a ells a peu sense penetrar al Canadà: Point Roberts en el nord-oest de l'estat de Washington i Northwest Angle a Minnesota. La costa meridional de Croàcia està separada del país pel petit corredor de Neum, que pertany a Bòsnia i Hercegovina.

## Regions enclavades dintre de països
Des del punt de vista ètnic diverses regions d'Amèrica del Sud en diferents països es consideren enclavaments econòmics i es distingeixen d'altres regions dels seus respectius països pel predomini de població dispersa pertanyent a ètnies negres o indígenes. Entre aquestes es poden esmentar: 
- Les regions litorals del sud occident de Panamà (Darién), occident de Colòmbia (Chocó i faixa occidental de Valle del Cauca, Cauca i Nariño) i nord-occident de l'Equador (Província d'Esmeraldas).
- Les terres baixes amazòniques a Veneçuela, Colòmbia, Equador, Perú i Bolívia, habitades per població indígena dispersa.

Hi ha un altre exemple d'enclavament ètnic a Àsia, com és el de Nagorno-Karabaj a l'Azerbaidjan amb població armènia.

## Enclavaments provincials a Espanya
- Enclavament de Treviño: enclavament de Burgos a Àlaba, format per dos municipis.
- Orduña: municipi de Biscaia entre Àlaba i Burgos.
- Valle de Villaverde: municipi de Cantàbria a Biscaia.
- Berzosilla: municipi de Palència entre Cantàbria i Burgos.
- Cezura: enclavament de Palència a Cantàbria. Pertany al municipi de Pomar de Valdivia.
- Lastrilla: enclavament de Palència a Cantàbria. Pertany al municipi de Pomar de Valdivia.
- Villodrigo: municipi de Palència a Burgos.
- Quintanilla del Molar i Roales de Campos: enclavament de Valladolid entre Lleó i Zamora. Format per dos municipis.
- Sajuela: enclavament de Burgos a La Rioja. Pertany al municipi de Miranda de Ebro.
- Ternero: enclavament de Burgos a La Rioja. Pertany al municipi de Miranda de Ebro.
- Petilla de Aragón: dos enclavaments de Navarra a Saragossa.
- Llívia: municipi de Girona a França.
- Racó d'Ademús: enclavament de València entre Conca i Terol. Format per set municipis.
- Dehesa de la Cepeda: enclavament de Madrid entre Àvila i Segòvia. Pertany al municipi de Santa María de la Alameda.
- Rincón de Anchuras: enclavament de Ciudad Real entre Badajoz i Toledo. Format pel municipi d'Anchuras.
- Torrejón del Rey (Guadalajara) té un enclavament en la província de Madrid (Valdeavero).
- Fuente Palmera (Còrdova) té un enclavament en la província de Sevilla (Écija)